# Valuta complementare

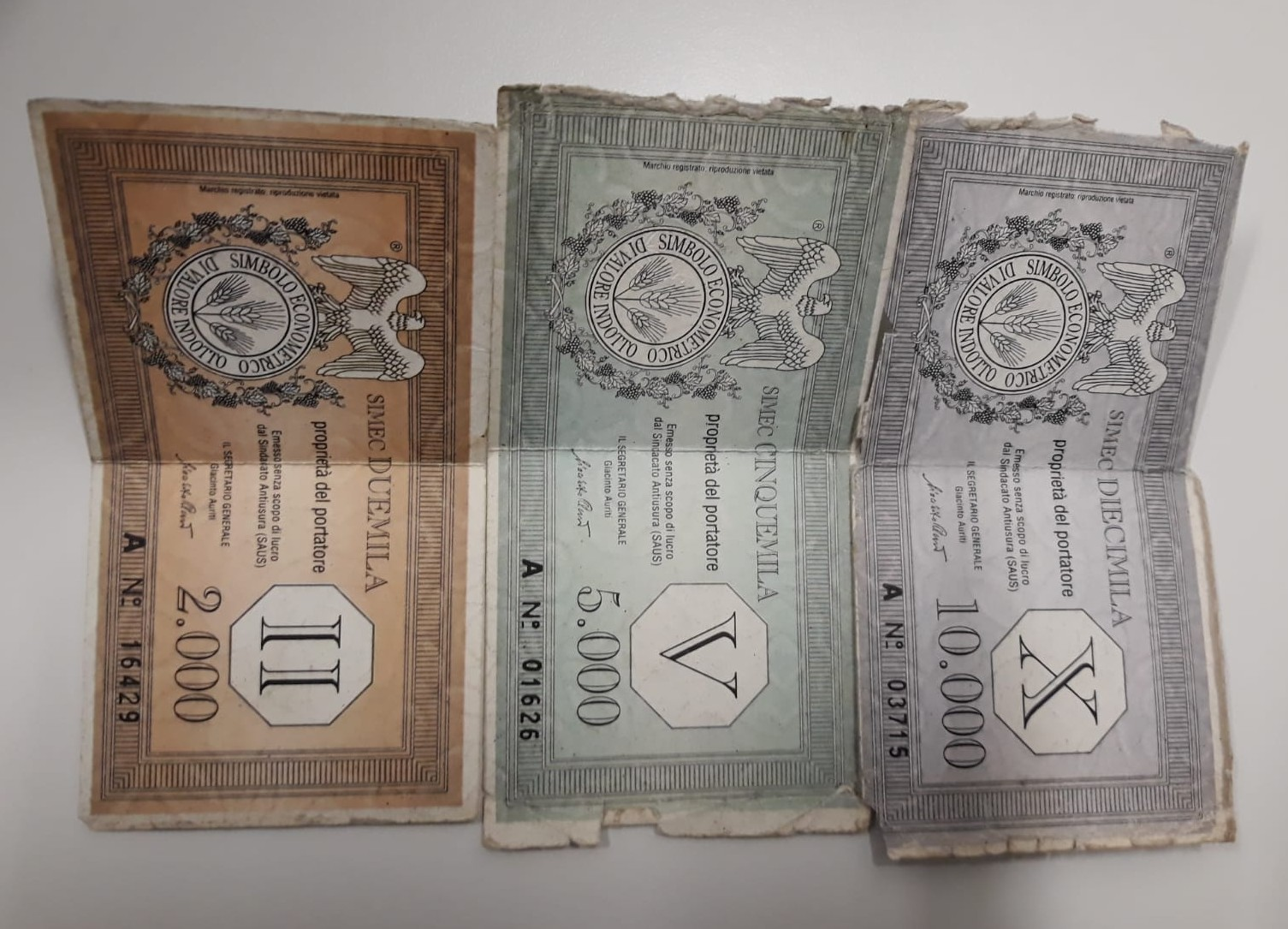
Nel 2000 il pensatore economico e professore di diritto Giacinto Auriti introdusse nella sua cittadina natale Guardiagrele banconote di una valuta alternativa, che furono poco dopo confiscate dalle autorità italiane.

Le valute complementari sono strumenti di commutazione con cui è possibile scambiare beni e servizi affiancando il denaro ufficiale (rispetto al quale sono complementari). Solitamente le valute complementari non hanno corso legale e sono accettate su base volontaria: ciò contribuisce al loro aspetto identitario, cioè al loro identificare la comunità all'interno della quale sono usate alla stregua dei vantaggi di una tessera associativa.
Un sistema di valuta complementare è infatti accettato e utilizzato all'interno di un gruppo, di una rete, di una comunità per facilitare e favorire lo scambio di merci, la circolazione di beni e servizi all'interno di quella rete sociale, rispetto al resto della comunità.
Per comprendere le ragioni che danno vita a un sistema di valuta complementare, è utile rifarsi al significato antico del denaro: 
Le valute complementari si collocano come “sistemi di accordo” all'interno di una comunità e vengono utilizzate proprio a questi fini. 
Esse promuovono la pianificazione a lungo termine, stimolando i partecipanti al circuito a investire in attività produttive connesse, piuttosto che nell'accumulo di denaro e incoraggiano gli scambi e la cooperazione con la propria rete di aderenze, attraverso la circolazione del bene di scambio a cui, solitamente, viene attribuito un valore etico e ideale.
Silvio Gesell (1862-1930) nel suo Die Natürliche Wirtschaftsordnung (L'Ordine Economico Naturale), antitetico ai pensieri economici di Smith e Marx, sostiene la criticità del denaro come mezzo di scambio, per cui una attenta politica monetaria dovrebbe incentivare e spingere sulla velocità di circolazione della moneta, rispetto al denaro "immobilizzato" in depositi bancari e non, o titoli non reinvestiti e con scadenza a lungo termine.

## Alcune applicazioni
I singoli Stati generalmente impongono il corso forzoso di un'unica valuta nazionale emessa centralmente a valore indotto, da una banca centrale o altra autorità che detiene la titolarità delle riserva aurea e del monopolio legale dell'emissione di moneta, valuta che deve essere accettata ed è al contempo per legge l'unico mezzo di pagamento elettronico e cartaceo ammesso nel territorio dello Stato per qualsiasi transazione economica e finanziaria. Le valute complementari sono in generale vietate, così come è vietato il pagamento con titoli rappresentativi di merci (fede di deposito e nota di pegno) che un'azienda privata con alte scorte di invenduto e problemi di liquidità può scontare presso una banca, ma non può ad esempio utilizzare per pagare i propri fornitori e lavoratori dipendenti.
Vari Paesi con limitazioni ammettono l'uso di valute complementari al proprio interno.
Oggi al mondo esistono centinaia di sistemi di valuta complementare. Alcuni di essi si basano sul tempo (attribuendo un valore alle ore lavoro dei partecipanti al circuito), altri funzionano come sistemi di credito reciproco, altri sono “coperti” da un riferimento esterno (un bene o un servizio). Questi sistemi sono nati per diverse ragioni, soprattutto basate sulla cooperazione e sulla solidarietà. In Italia esistono diversi progetti attivi come l'EuroBexB, il Sardex, Circuito Linx, Mountex, il Tibex, lo Scec, Ecoroma, Promessa di Pisa, Palanca di Genova, InLire e l'EuroSic, alcuni confluiti insieme ad altri nel sistema nazionale chiamato Arcipelago Scec.
Un sistema che si sta diffondendo a livello mondiale è lo scambio di merci in compensazione con il quale le imprese che aderiscono a un circuito specializzato acquistano beni o servizi assumendo un debito che compensano successivamente con la vendita di beni e servizi propri: è il cosiddetto baratto, chiamato anche barter trading (commercio in baratto, commercio di permuta) o corporate barter (baratto corporativo, permuta corporativa).
Si possono considerare valute complementari anche, ad esempio, le miglia accumulate dai viaggiatori aerei, i punti dei supermercati o delle stazioni di servizio, i buoni pasto, i punti raccolti con le ricariche telefoniche, ecc.
Un altro esempio è l'Ora, la valuta della comunità di Orania, in Sudafrica, introdotta nel 2004.
Caso particolare di valuta complementare sono le valute a termine. La cittadina austriaca di Worgl sperimentò a cavallo tra le due guerre mondiali gli  Bestätigte Arbeitswerte o Certificati di Lavoro: il Comune si impegnava a convertire a richiesta le valute complementari in altrettanti scellini. I depositi bancari erano tassati e a interessi zero. La moneta perdeva il suo valore dopo un mese a meno di pagare un'imposta di bollo pari all'1% del valore nominale.